# Équipe cycliste Red Bull-Bora-Hansgrohe
L'équipe cycliste Red Bull-Bora-Hansgrohe est une équipe cycliste allemande ayant le statut de WorldTeam depuis 2017. Créée en 2010 sous la forme d'une équipe continentale, elle court entre 2011 et 2016 avec une licence d'équipe continentale professionnelle. L'équipe a notamment remporté le Tour d'Italie en 2022 avec Jai Hindley, le Tour d'Espagne en 2024 avec Primož Roglič, ainsi que le championnat du monde en 2017 et Paris-Roubaix en 2018 grâce à Peter Sagan.
Depuis 2025, elle est liée à l'équipe continentale Red Bull-Bora-Hansgrohe Rookies qui lui sert d'équipe de développement.

## Histoire de l'équipe

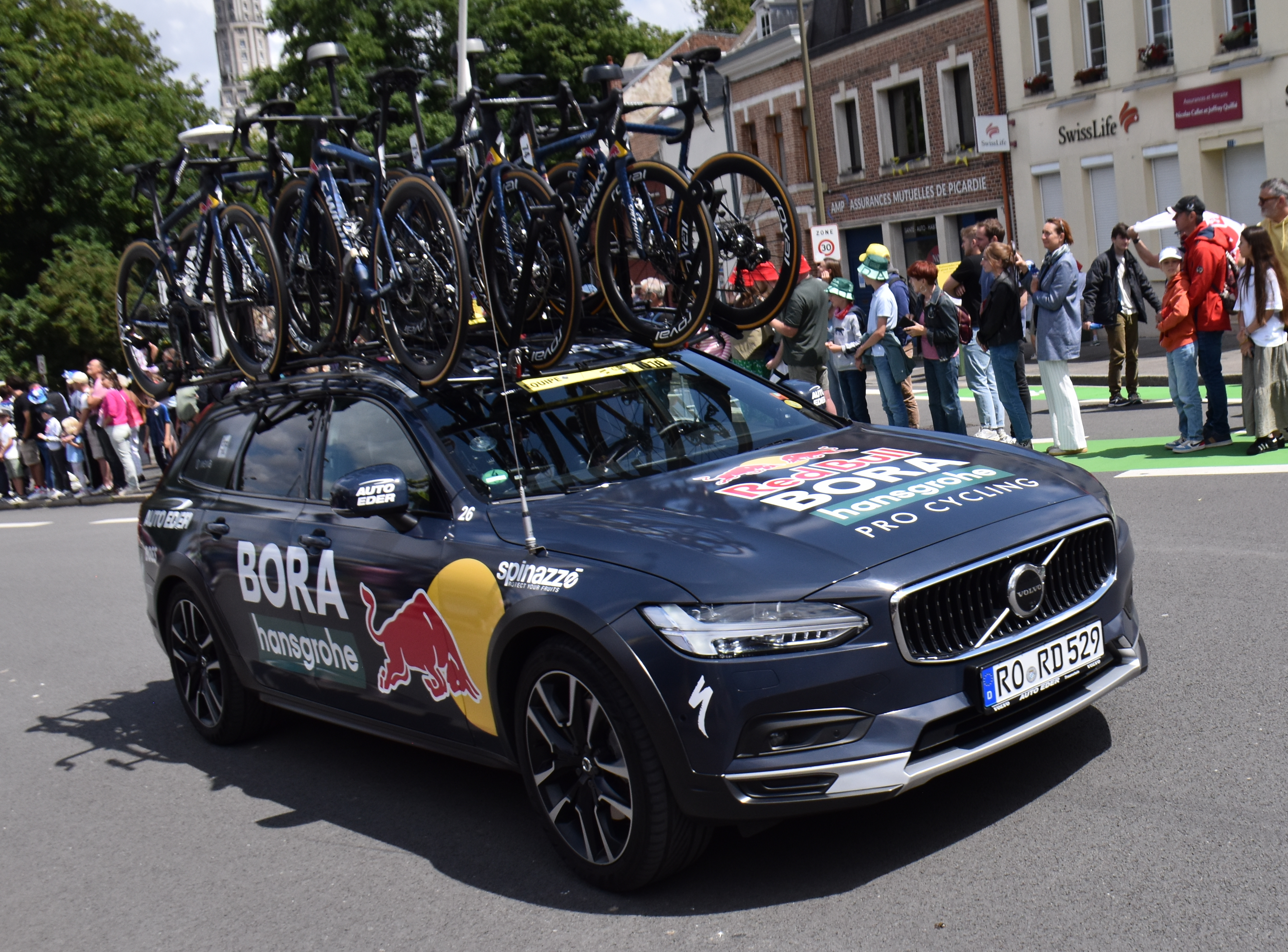
Tour de France 2025 - Véhicule Red Bull - Bora - Hans Groher.jpg

### 2010: première saison
L'équipe est fondée à l'automne 2009 par l'ancien cycliste Ralph Denk, avec le statut d'équipe continentale et une licence allemande. Il recrute deux directeurs sportifs, également d'anciens coureurs : Jens Heppner et Enrico Poitschke. Le sponsor principal est la compagnie américaine d'informatique NetApp. En tant qu'équipe continentale, elle participe aux circuits continentaux de l'UCI, notamment l'UCI Europe Tour. Pour la saison 2010, 15 coureurs sont engagés, dont la moitié sont allemands. L'Autrichien Daniel Schorn obtient trois des cinq victoires de l'équipe.

### 2011-2016: une montée progressive de l'équipe
En 2011, elle obtient une licence d'équipe continentale professionnelle, lui permettant d'être invitée à des courses de l'UCI World Tour. L'équipe compte 19 coureurs et est renforcée par les arrivées de Bartosz Huzarski, Leopold König et Daryl Impey. Elle est invitée sur Paris-Roubaix, le Tour de Suisse et la Vattenfall Cyclassics.
L'équipe est membre du Mouvement pour un cyclisme crédible depuis 2012. Après une année 2011 sans aucun succès, l'équipe se renforce en recrutant Matthias Brändle, Reto Hollenstein, André Schulze et Marcel Wyss. En janvier 2012, elle obtient une wild card pour disputer son premier grand tour en 2012, le Tour d'Italie, ce qui a causé beaucoup de surprise. En mars, elle obtient la première victoire d'importance dans son histoire en réalisant le doublé au général sur la Semaine internationale Coppi et Bartali (Catégorie 2.1) avec Jan Bárta devant Bartosz Huzarski, en plus de gagner le contre-la-montre par équipes. Au Giro, Huzarski et Bárta terminent deuxième d'étape, respectivement sur les 10e et 14e étapes,. Bárta termine 65e du classement final. Outre le Giro, le Team NetApp est invitée au Tour des Flandres, Paris-Roubaix et sur la Vattenfall Cyclassics.

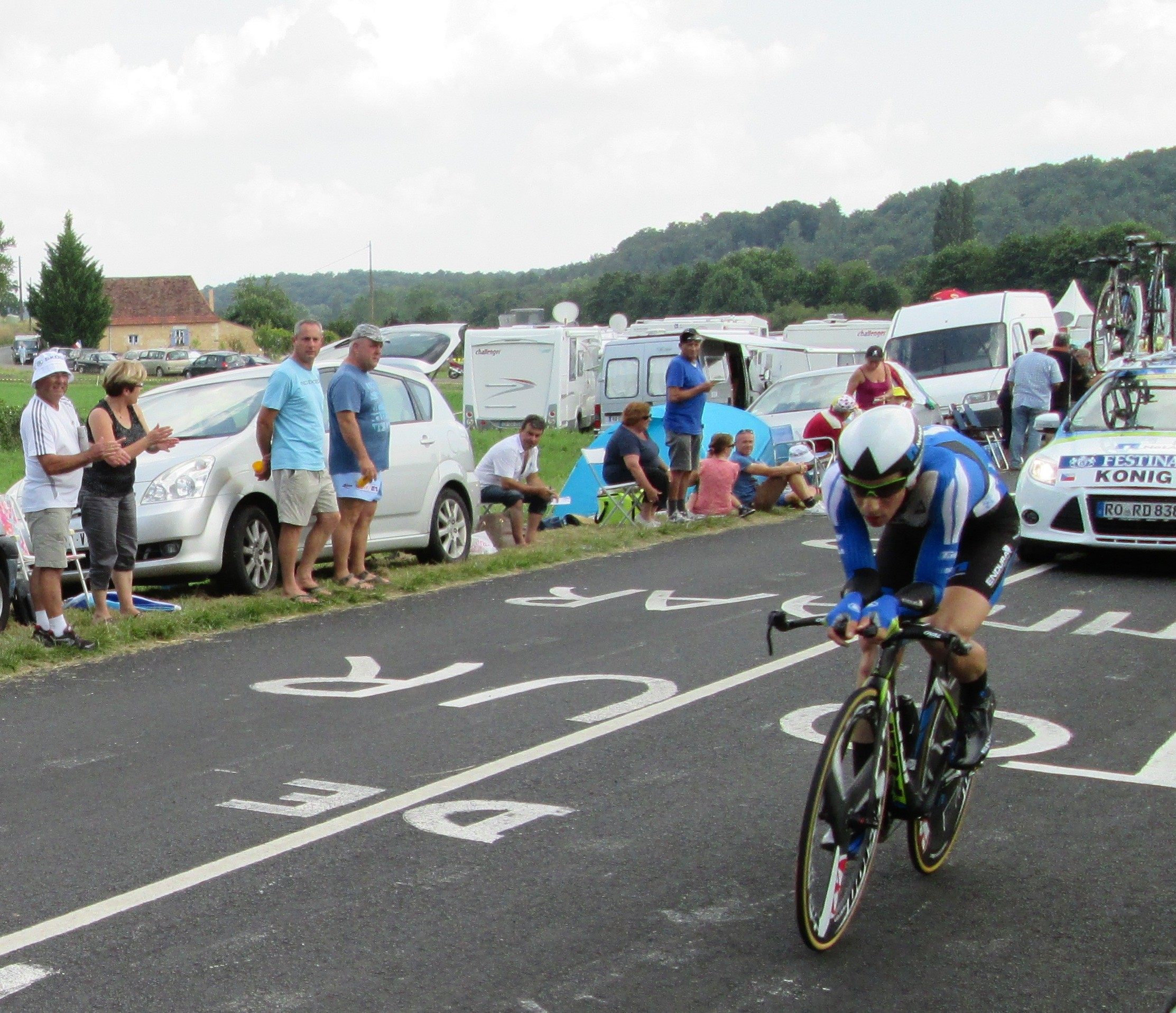
Leopold König (ici lors du Tour de France 2014) se révèle au sein de l'équipe en 2013

En 2013, elle fusionne avec l'équipe britannique Endura Racing. Elle porte le nom de NetApp-Endura pour une durée de co-sponsoring allant jusqu'à 2014. Alex Sans Vega d'Endura Racing devient l'un des directeurs sportifs de l'équipe. L'effectif 2013 est composée de huit coureurs d'Endura Racing (Iker Camaño, Zakkari Dempster, Russell Downing, René Mandri, Jonathan McEvoy, Erick Rowsell, Scott Thwaites et Paul Voss) et de neuf coureurs du Team NetApp, ainsi que de quatre recrues. Durant cette saison, NetApp-Endura participe pour la première fois au Tour d'Espagne. Leopold König y remporte une étape en montagne et termine neuvième du classement général.
En 2014, elle recrute un jeune sprinteur prometteur Sam Bennett et Tiago Machado. Machado gagne le Tour de Slovénie. Il est également dans les 20 premiers de Liège-Bastogne-Liège (17e) et du Tour de Lombardie (18e). L'équipe dispute son premier Tour de France. Son leader Leopold König en prend la septième place. L'année suivante, il rejoint le Team Sky.
En 2015, elle devient l'équipe Bora-Argon 18, du nom de ses deux nouveaux sponsors principaux : Argon 18, fabricant de cycles canadien et Bora, producteur de tables de cuisson et de systèmes d'extraction de vapeur. La société ABUS apparaît également sur le maillot des coureurs, elle fournit les casques officiels de l'équipe. Il s'agit de la première équipe allemande avec un sponsor principal allemand dans le peloton professionnel depuis 2010. Le directeur de l'équipe, Ralph Denk, espère que le soutien de Bora aidera l'équipe à atteindre son objectif de rejoindre l'UCI World Tour en 2017. L'une de ses recrues, l'Allemand Emanuel Buchmann, décroche le titre national. L'équipe est une nouvelle fois invitée sur le Tour de France.
En 2016, l'équipe participe à Paris-Roubaix. Cette même année, il est annoncé que lors de la saison 2017 l'équipe se nommera dorénavant Bora-Hansgrohe, avec l'arrivée de Hansgrohe. En août, l'équipe qui cherche à rejoindre l'élite mondiale et l'UCI World Tour, officialise le transfert de plusieurs coureurs de la Tinkoff qui disparaît à la fin de la saison 2016, dont notamment le double champion du monde de cyclisme sur route Peter Sagan et le meilleur grimpeur des Tours de France 2014 et 2016, Rafał Majka.

### 2017-2023: équipe World Tour de référence

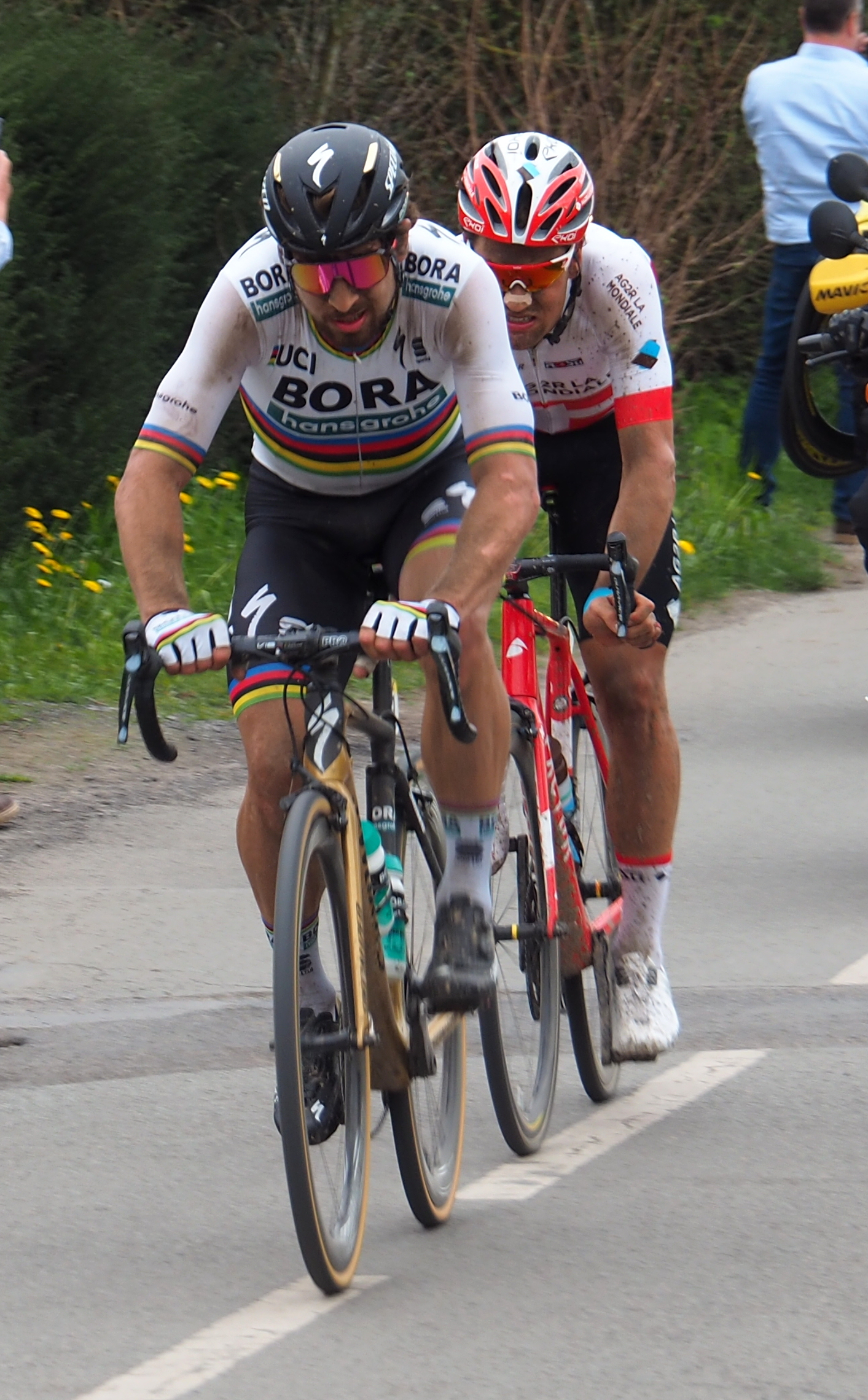
Le champion du monde Peter Sagan lors de sa victoire sur Paris-Roubaix 2018.

À la suite de l'annonce de l'arrivée de Peter Sagan pour un contrat de trois ans à compter de 2017, Specialized Bicycle Components remplace Argon 18 en tant que sponsor de l'équipe, après avoir également signé un contrat de trois ans. Specialized devient le fournisseur de vélo, casques, chaussures, pneus et roues de l'équipe. Au niveau des résultats, la formation allemande réalise la meilleure saison de son histoire : 33 victoires, dont 19 sur l'UCI World Tour. Peter Sagan termine quatrième du classement individuel et Bora huitième du classement par équipes. L'équipe gagne des étapes sur les trois grands tours. Même s'il est exclu rapidement du Tour de France pour avoir provoqué la chute de Mark Cavendish, Sagan remporte une étape du Tour, le Grand Prix cycliste de Québec et devient pour la troisième fois champion du monde (la première fois avec cette équipe). Avec 10 victoires, Sam Bennett s'affirme comme l'un des meilleurs sprinteurs. Le 1er août 2017, l'équipe annonce les signatures de Peter Kennaugh et de Daniel Oss pour la saison 2018. Elle recrute également deux grimpeurs Davide Formolo et Felix Großschartner.
La saison 2018 est sur la lancée de l'année précédente. L'équipe compte 33 victoires, dont 21 sur l'UCI World Tour, où elle termine troisième du classement par équipes, la meilleure place de son histoire. La formation allemande bénéficie une nouvelle fois des performances de son leader Peter Sagan qui se classe deuxième du classement individuel avec onze succès, dont Paris-Roubaix, Gand-Wevelgem, ainsi que trois étapes et un sixième maillot vert sur le Tour de France. Le sprinteur Pascal Ackermann se révèle en signant neuf succès, dont six sur le circuit World-Tour et le titre de champion d’Allemagne. L'autre sprinteur Sam Bennett remporte trois étapes sur le Tour d'Italie et trois étapes sur le Tour de Turquie. Jay McCarthy remporte la Cadel Evans Great Ocean Road Race, une classique World Tour. Les coureurs de l'équipe terminent dans le top 10 de chaque classique Monument et obtiennent plusieurs tops 10 sur les courses par étapes, dont la septième place sur le Giro pour Patrick Konrad.
En 2019, la formation allemande améliore encore ses résultats, avec 47 succès, dont 31 sur l'UCI World Tour. Elle se classe deuxième meilleure équipe au monde derrière Deceuninck-Quick Step. Les sprinteurs Pascal Ackermann et Sam Bennett obtiennent 13 victoires chacun. Ackermann gagne notamment l'Eschborn-Francfort (une classique World Tour), ainsi que deux étapes et le classement par points du Tour d'Italie, tandis que Bennett s'adjuge onze courses World Tour, dont deux étapes du Tour d'Espagne pour sa dernière saison dans l'équipe. Moins en réussite, Peter Sagan décroche néanmoins une étape et un septième maillot vert (record) sur le Tour de France, alors que Davide Formolo et Maximilian Schachmann se classent respectivement deuxième et troisième de Liège-Bastogne-Liège. Sur les trois grands tours, les coureurs de l'équipe accrochent des places dans les six premiers. Emanuel Buchmann réalise la meilleure performance en se classant quatrième du Tour de France.

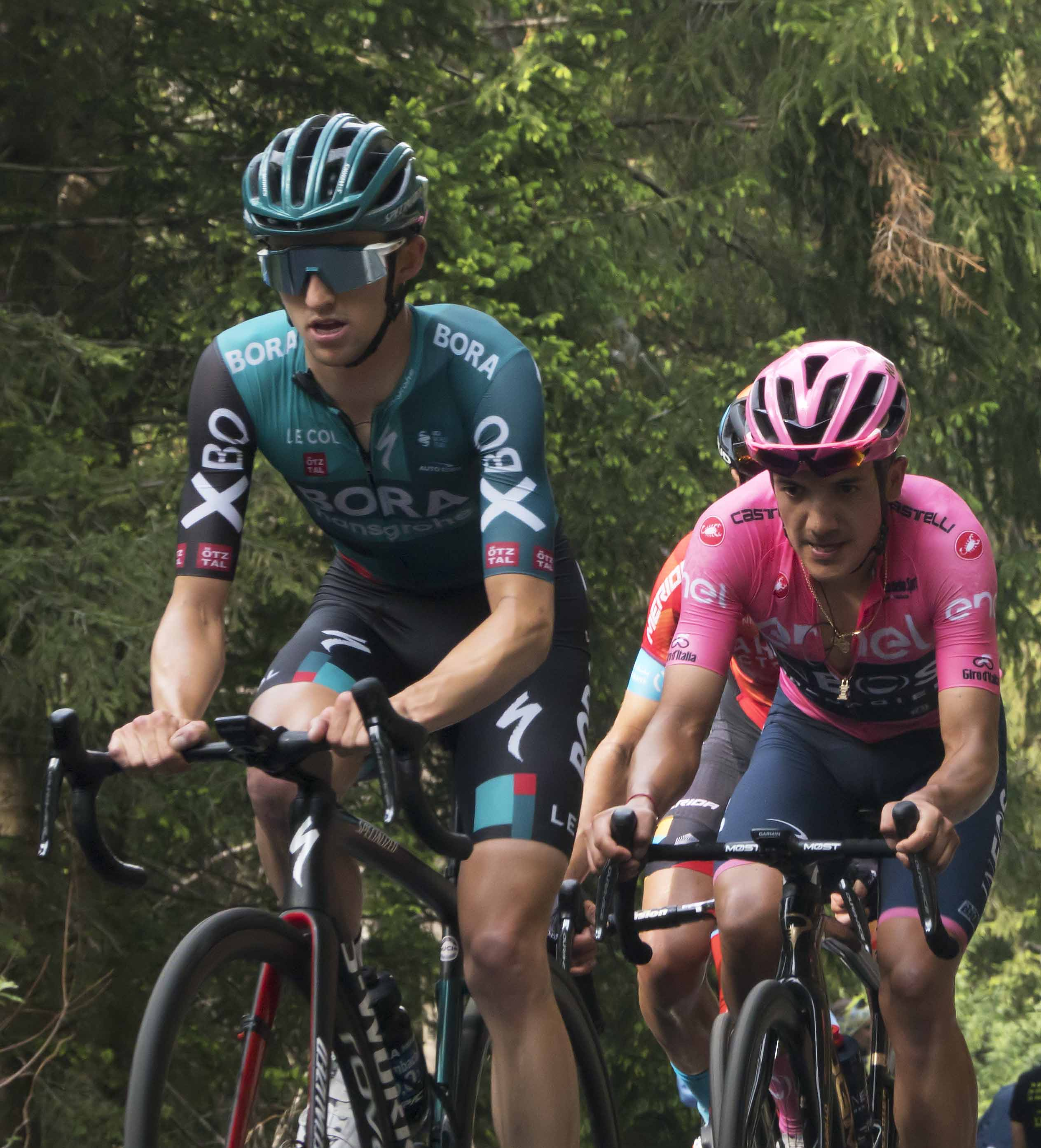
Jai Hindley devançant le maillot rose Richard Carapaz lors du Tour d'Italie 2022 qu'il finira par remporter.

L'équipe réussit une nouvelle bonne saison en 2020. Maximilian Schachmann gagne Paris-Nice, se classe troisième des Strade Bianche et septième du Tour de Lombardie où il se fracture la clavicule après avoir été renversé par une voiture dans les derniers kilomètres. Lennard Kämna, transféré à l'intersaison, remporte une étape sur le Critérium du Dauphiné et le Tour de France. Peter Sagan gagne une étape du Tour d'Italie, où Patrick Konrad se classe huitième du général. Sagan se classe quatrième de Milan-San Remo et ne remporte aucune étape du Tour de France et échoue à remporter le maillot vert. Felix Grossschartner termine neuvième du Tour d'Espagne, tandis que les grimpeurs Emanuel Buchmann et Rafal Majka déçoivent sur les grands tours.
Lors de la saison 2021, l'équipe cumule 30 victoires et se classe 7e du classement UCI. Maximilian Schachmann gagne Paris-Nice pour la deuxième année consécutive et termine troisième de l'Amstel Gold Race. Si Pascal Ackermann et Emanuel Buchmann sont en retraits pour différentes raisons, Nils Politt et Patrick Konrad gagnent chaque une étape du Tour de France. Moins en réussite que les années précédentes, Peter Sagan se contente d'une victoire d'étape et du classement par points sur le Tour d'Italie, ainsi que d'une quatrième place sur Milan-San Remo. Au classement général des grands tours, Wilco Kelderman prend la cinquième place du Tour de France et Felix Großschartner se classe dixième du Tour d'Espagne.
En 2022, Bora-Hansgrohe recrute les grimpeurs Jai Hindley, Sergio Higuita et Aleksandr Vlasov, ainsi que son ancien sprinteur Sam Bennett, pour compenser le départ de Peter Sagan, qui était le leader depuis 2017. Cette saison est historique pour l'équipe qui remporte son premier grand tour, grâce à Jai Hindley, vainqueur surprise du Tour d'Italie. La formation allemande totalise 30 succès et une quatrième place au classement UCI. En plus de sa victoire au général, Hindley gagne une étape du Giro et se classe dixième sur le Tour d'Espagne. De son côté Vlasov répond également présent avec cinq succès, dont le classement général du Tour de Romandie. Il est aussi troisième du Tour du Pays basque et de la Flèche wallonne, ainsi que cinquième du Tour de France. Higuita n'est pas en reste avec sa victoire au général du Tour de Catalogne, une deuxième place sur le Tour de Suisse et deux tops 5 sur le Tour de Lombardie et Liège-Bastogne-Liège. Sur les classiques Marco Haller remporte la Cyclassics Hamburg et Sam Bennett gagne Eschborn-Francfort. Ce dernier s'adjuge également deux étapes du Tour d'Espagne et termine troisième de Paris-Tours. Lennard Kämna sauve sa saison en gagnant une étape du Giro.

### 2024-: arrivée de Red Bull et de Roglič

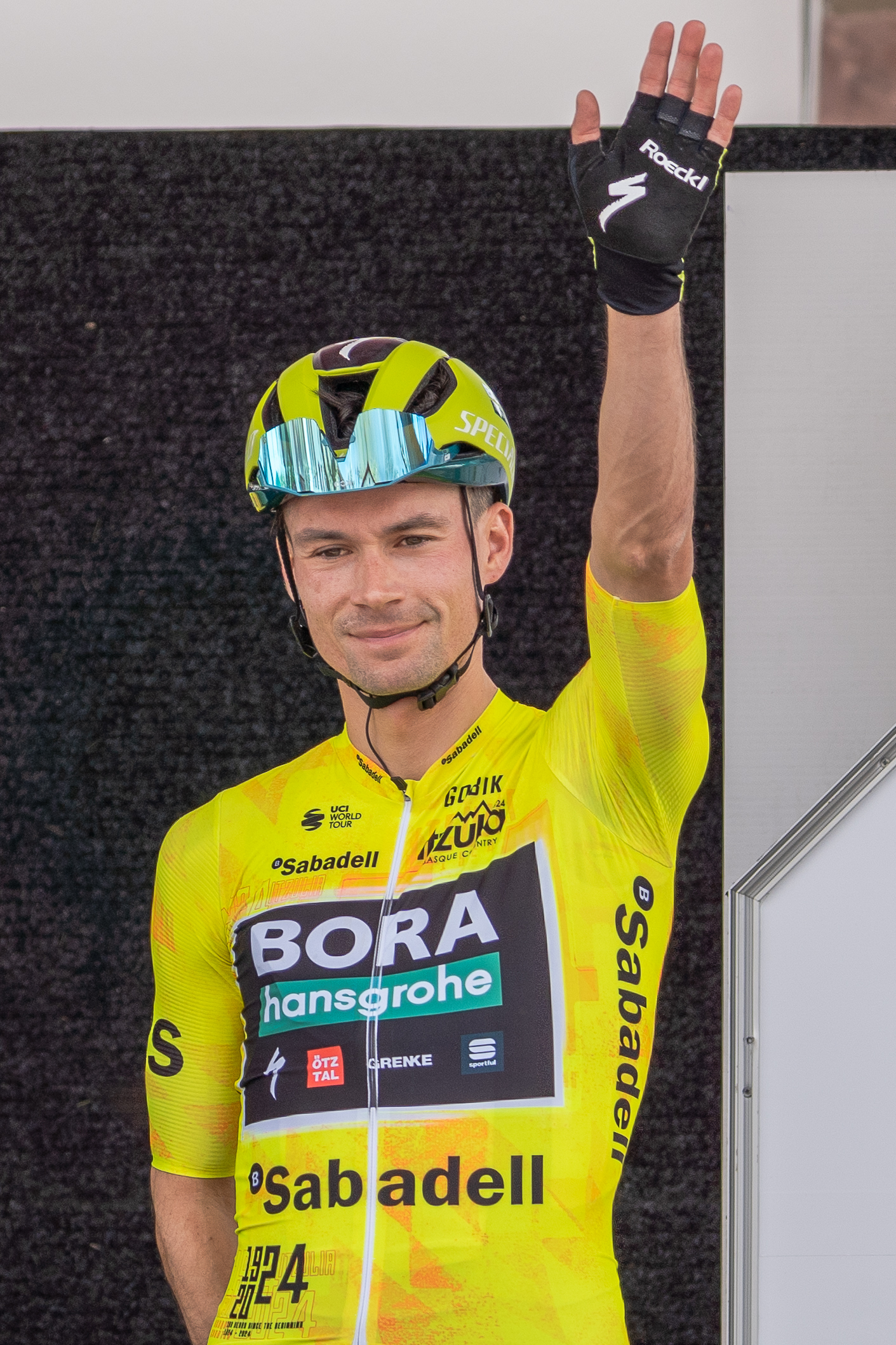
Primož Roglič devient leader l'équipe en 2024

En janvier 2024, après validation par les autorités de la concurrence autrichiennes, l'équipe annonce l'arrivée de la marque Red Bull en tant que nouveau partenaire. L'entreprise autrichienne devient actionnaire majoritaire en achetant 51% des parts des sociétés RD Pro Cycling et RD Beteiligungs, des sociétés appartenant au manager général de l'équipe, Ralph Denk. 
L'équipe frappe fort sur le marché des transferts avec les recrutements de Primož Roglič et Daniel Martínez, tandis que Cian Uijtdebroeks et Nils Politt quittent la formation. Malgré des lourdes chutes sur le Tour du Pays basque et sur le Tour de France, Primož Roglič répond aux attentes en remportant le Critérium du Dauphiné. Lors du Tour d'Espagne, il décroche trois étapes et le classement général pour la quatrième fois, égalant ainsi le record de Roberto Heras. Daniel Martínez se classe deuxième du Tour d'Italie derrière un Tadej Pogačar intouchable, tandis qu'Aleksandr Vlasov accumule les tops 10, dont une deuxième place sur le Tour de Romandie, où il devance Florian Lipowitz, révélation de la saison. De son côté, Jai Hindley se contente d'une troisième place sur Tirreno-Adriatico. Moins en réussite sur le classiques, la formation monte toutefois sur la dernière marche du podium de Gand-Wevelgem grâce à Jordi Meeus et de la Classic Bruges-La Panne avec Danny van Poppel. Finalement, l'équipe est cinquième au classement UCI avec 24 succès.

## Dopage
En juillet 2013, l'équipe se sépare de Jens Heppner d'un commun accord. Le nom de Heppner est apparu au sein d'une enquête française, dans laquelle il est accusé de s'être dopé à l'EPO lors du Tour de France 1998.
Le 11 juillet 2017, il est annoncé que Ralf Matzka a été contrôlé positif au tamoxifène le 3 mars 2016 (le tamoxifène est un anti-œstrogène qui augmente la production de testostérone). Ralph Denk, le manager de l'équipe, explique que le test positif est probablement dû à la contamination de l'eau et que l'équipe a décidé de ne pas le rendre public pour « protéger l'athlète ». Matzka n'a pas été sanctionné par l'UCI, mais le processus juridique n'est pas encore terminé et son ancienne équipe s'attend à un verdict d'acquittement. L'enquête du bureau du procureur est arrêtée en septembre 2016 en raison de l'absence de suspicion. Cependant, le 8 janvier 2018, le Tribunal Antidopage de l'UCI annonce l'avoir suspendu deux ans, soit jusqu'au 3 mars 2018.

## Classements UCI
L'équipe participe aux épreuves des circuits continentaux et principalement les courses du calendrier de l'UCI Europe Tour. Les tableaux ci-dessous présentent les classements de l'équipe sur les circuits, ainsi que son meilleur coureur au classement individuel.
UCI Africa Tour
| UCI Africa Tour | UCI Africa Tour        | UCI Africa Tour                           | UCI Africa Tour |
| Année           | Classement par équipes | Meilleur coureur au classement individuel |                 |
| --------------- | ---------------------- | ----------------------------------------- | --------------- |
| 2011            | 8e                     | Daryl Impey (18e)                         |                 |
|                 |                        |                                           |                 |
| Source : UCI    |                        |                                           |                 |

UCI America Tour
| UCI America Tour | UCI America Tour       | UCI America Tour                          | UCI America Tour |
| Année            | Classement par équipes | Meilleur coureur au classement individuel |                  |
| ---------------- | ---------------------- | ----------------------------------------- | ---------------- |
| 2012             | 23e                    | Leopold König (45e)                       |                  |
| 2013             | 18e                    | Leopold König (96e)                       |                  |
| 2014             | 12e                    | Tiago Machado (61e)                       |                  |
| 2015             | 35e                    | Paul Voss (278e)                          |                  |
| 2016             | 21e                    | Emanuel Buchmann (107e)                   |                  |
| 2018             | -                      | Rafał Majka (87e)                         |                  |
| 2022             | -                      | Sergio Higuita (1er)                      |                  |
| 2023             | -                      | Sergio Higuita (15e)                      |                  |
| 2024             | -                      | Daniel Martínez (5e)                      |                  |
|                  |                        |                                           |                  |
| Source : UCI     |                        |                                           |                  |

UCI Asia Tour
| UCI Asia Tour | UCI Asia Tour          | UCI Asia Tour                             | UCI Asia Tour |
| Année         | Classement par équipes | Meilleur coureur au classement individuel |               |
| ------------- | ---------------------- | ----------------------------------------- | ------------- |
| 2010          | 54e                    | Andreas Schillinger (208e)                |               |
| 2011          | 55e                    | Robert Retschke (257e)                    |               |
| 2012          | 57e                    | Grischa Janorschke (188e)                 |               |
| 2013          | 39e                    | Ralf Matzka (106e)                        |               |
| 2014          | 31e                    | Daniel Schorn (136e)                      |               |
| 2015          | 47e                    | Sam Bennett (125e)                        |               |
| 2016          | 17e                    | Phil Bauhaus (80e)                        |               |
| 2018          | -                      | Erik Baška (431e)                         |               |
|               |                        |                                           |               |
| Source : UCI  |                        |                                           |               |

UCI Europe Tour
| UCI Europe Tour | UCI Europe Tour        | UCI Europe Tour                           | UCI Europe Tour |
| Année           | Classement par équipes | Meilleur coureur au classement individuel |                 |
| --------------- | ---------------------- | ----------------------------------------- | --------------- |
| 2010            | 33e                    | Andreas Schillinger (155e)                |                 |
| 2011            | 29e                    | Leopold König (66e)                       |                 |
| 2012            | 9e                     | André Schulze (13e)                       |                 |
| 2013            | 16e                    | Jan Bárta (13e)                           |                 |
| 2014            | 9e                     | Sam Bennett (11e)                         |                 |
| 2015            | 16e                    | Sam Bennett (21e)                         |                 |
| 2016            | 10e                    | Sam Bennett (26e)                         |                 |
| 2017            | -                      | Sam Bennett (86e)                         |                 |
| 2018            | -                      | Pascal Ackermann (2e)                     |                 |
| 2019            | -                      | Pascal Ackermann (6e)                     |                 |
| 2020            | -                      | Maximilian Schachmann (12e)               |                 |
| 2021            | -                      | Maximilian Schachmann (19e)               |                 |
| 2022            | -                      | Aleksandr Vlasov (5e)                     |                 |
| 2023            | -                      | Aleksandr Vlasov (23e)                    |                 |
| 2024            | -                      | Primož Roglič (7e)                        |                 |
|                 |                        |                                           |                 |
| Source : UCI    |                        |                                           |                 |

UCI Oceania Tour
| UCI Oceania Tour | UCI Oceania Tour       | UCI Oceania Tour                          | UCI Oceania Tour |
| Année            | Classement par équipes | Meilleur coureur au classement individuel |                  |
| ---------------- | ---------------------- | ----------------------------------------- | ---------------- |
| 2013             | 8e                     | Zakkari Dempster (24e)                    |                  |
| 2014             | 11e                    | Zakkari Dempster (49e)                    |                  |
| 2018             | -                      | Jay McCarthy (17e)                        |                  |
| 2019             | -                      | Jay McCarthy (18e)                        |                  |
| 2020             | -                      | Jay McCarthy (17e)                        |                  |
| 2022             | -                      | Jai Hindley (2e)                          |                  |
| 2023             | -                      | Jai Hindley (2e)                          |                  |
| 2024             | -                      | Jai Hindley (7e)                          |                  |
|                  |                        |                                           |                  |
| Source : UCI     |                        |                                           |                  |

En 2017 et 2018, l'équipe est classée dans le classement UCI World Tour.
UCI World Tour
| UCI World Tour | UCI World Tour         | UCI World Tour                            | UCI World Tour |
| Année          | Classement par équipes | Meilleur coureur au classement individuel |                |
| -------------- | ---------------------- | ----------------------------------------- | -------------- |
| 2017           | 8e                     | Peter Sagan (4e)                          |                |
| 2018           | 3e                     | Peter Sagan (2e)                          |                |
|                |                        |                                           |                |
| Source : UCI   |                        |                                           |                |

En 2016, le Classement mondial UCI qui prend en compte toutes les épreuves UCI est mis en place parallèlement à l'UCI World Tour et aux circuits continentaux. Il remplace définitivement l'UCI World Tour en 2019.
| Classement mondial | Classement mondial     | Classement mondial                        | Classement mondial |
| Année              | Classement par équipes | Meilleur coureur au classement individuel |                    |
| ------------------ | ---------------------- | ----------------------------------------- | ------------------ |
| 2016               | -                      | Sam Bennett (96e)                         |                    |
| 2017               | -                      | Peter Sagan (3e)                          |                    |
| 2018               | -                      | Peter Sagan (4e)                          |                    |
| 2019               | 2e                     | Pascal Ackermann (7e)                     |                    |
| 2020               | 6e                     | Maximilian Schachmann (14e)               |                    |
| 2021               | 7e                     | Maximilian Schachmann (22e)               |                    |
| 2022               | 4e                     | Aleksandr Vlasov (5e)                     |                    |
| 2023               | 10e                    | Aleksandr Vlasov (26e)                    |                    |
| 2024               | 5e                     | Primož Roglič (8e)                        |                    |
|                    |                        |                                           |                    |
| Source : UCI       |                        |                                           |                    |

## Principales victoires

### Compétitions internationales
Jeux olympiques
- Omnium : 2020 (Matthew Walls)

Championnats du monde
- Course en ligne : 2017 (Peter Sagan)

### Courses d'un jour
Victoires sur les classiques de niveau World Tour ou équivalent (en gras les victoires sur les classiques « Monuments ») :
- Grand Prix cycliste de Québec : Peter Sagan (2017)
- Cadel Evans Great Ocean Road Race : Jay McCarthy (2018)
- Gand-Wevelgem : Peter Sagan (2018)
- Paris-Roubaix : Peter Sagan (2018)
- RideLondon-Surrey Classic : Pascal Ackermann (2018)
- Eschborn-Francfort : Pascal Ackermann (2019) et Sam Bennett (2022)
- Cyclassics Hamburg : Marco Haller (2022)

Victoires sur les autres courses d'un jour :

### Course par étapes
Victoires sur les courses de niveau World Tour ou équivalent :
- Tour de Turquie : Felix Großschartner (2019)
- Paris-Nice : Maximilian Schachmann (2020 et 2021)
- Tour de Catalogne : Sergio Higuita (2022)
- Tour de Romandie : Aleksandr Vlasov (2022)
- Critérium du Dauphiné : Primož Roglič (2024)

Victoires sur les autres courses par étapes :

### Championnats nationaux
- Championnats d'Afrique du Sud sur route : 1
  - Contre-la-montre : 2011 (Daryl Impey)
- Championnats d'Allemagne sur route : 9
  - Course en ligne : 2015 et 2023 (Emanuel Buchmann), 2017 (Marcus Burghardt), 2018 (Pascal Ackermann), 2019 et 2021 (Maximilian Schachmann) et 2022 (Nils Politt)
  - Contre-la-montre : 2022 (Lennard Kämna) et 2023 (Nils Politt)
- Championnats d'Autriche sur route : 7
  - Course en ligne : 2018 (Lukas Pöstlberger), 2019, 2021 (Patrick Konrad), 2022 (Felix Großschartner), 2024 (Alexander Hajek)
  - Contre-la-montre : 2022 (Felix Großschartner), 2023 (Patrick Gamper)
- Championnats de Colombie sur route : 2
  - Course en ligne : 2022 (Sergio Higuita)
  - Contre-la-montre : 2024 (Daniel Martínez)
- Championnats de Grande-Bretagne sur route : 1
  - Critérium : 2013 (Russell Downing)
- Championnats d'Irlande sur route : 2
  - Course en ligne : 2019 (Sam Bennett)
  - Contre-la-montre : 2023 (Ryan Mullen)
- Championnats d'Italie sur route : 1
  - Course en ligne : 2019 (Davide Formolo)
- Championnats de Nouvelle-Zélande sur route : 1
  - Contre-la-montre : 2025 (Finn Fisher-Black)
  - Critérium : 2022 (Shane Archbold)
- Championnats de Pologne sur route : 4
  - Contre-la-montre : 2018, 2019, 2021 (Maciej Bodnar), 2024 (Filip Maciejuk)
- Championnats du Portugal sur route : 1
  - Course en ligne : 2016 (José Mendes)
- Championnats de République tchèque sur route : 5
  - Course en ligne : 2013 (Jan Bárta)
  - Contre-la-montre : 2012, 2013, 2014 et 2015 (Jan Bárta)
- Championnats de Slovaquie sur route : 5
  - Course en ligne : 2017, 2019, 2020 (Juraj Sagan), 2018 et 2021 (Peter Sagan)

## Bilan sur les grands tours
- Tour de France

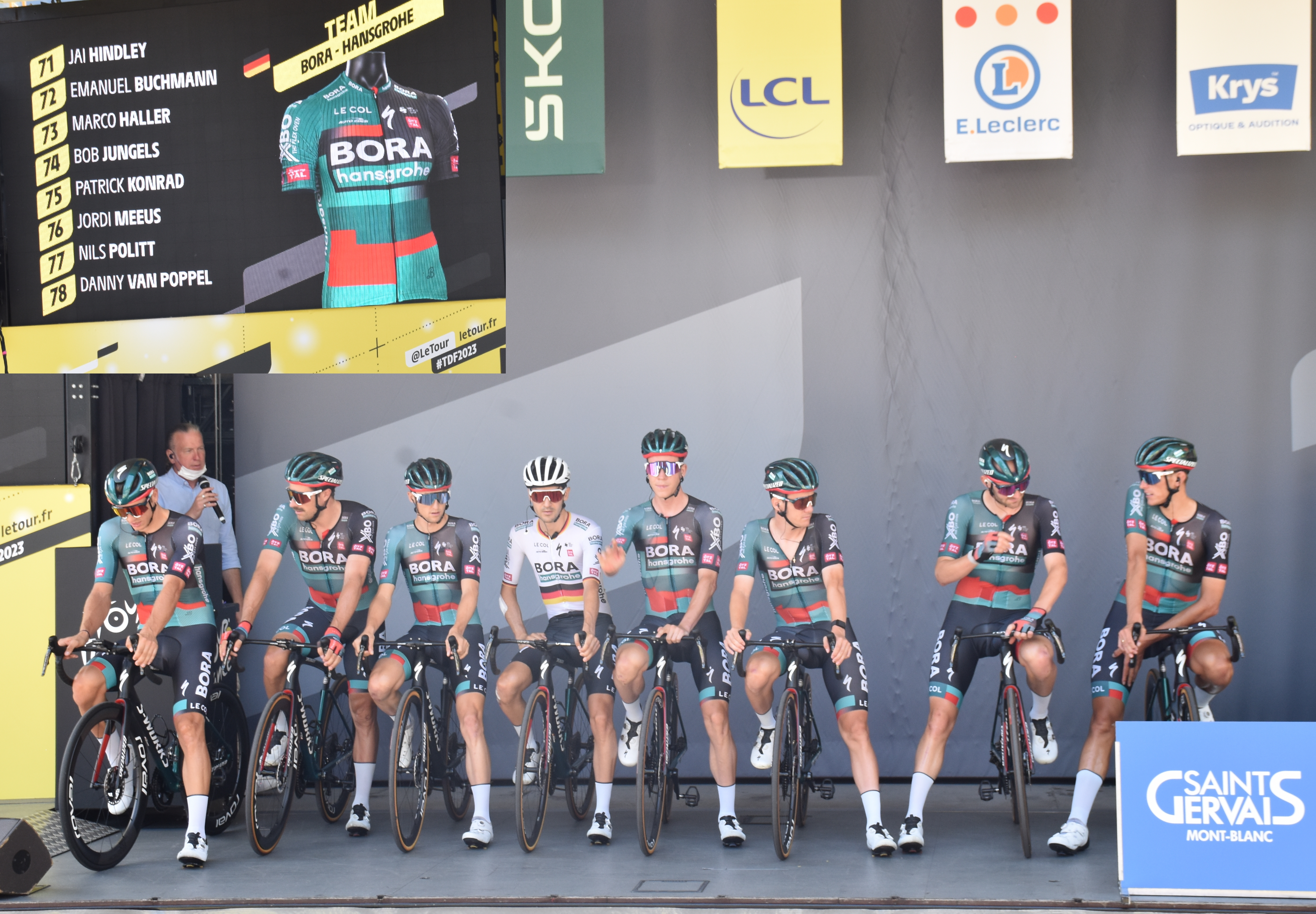
L'équipe Bora-Hansgrohe au départ de la 17e étape du Tour de France 2023.

  - 11 participations (2014, 2015, 2016, 2017, 2018, 2019, 2020, 2021, 2022, 2023, 2024)
  - 11 victoires d'étapes :
    - 2 en 2017 : Peter Sagan, Maciej Bodnar
    - 3 en 2018 : Peter Sagan (3)
    - 1 en 2019 : Peter Sagan
    - 1 en 2020 : Lennard Kämna
    - 2 en 2021 : Nils Politt, Patrick Konrad
    - 2 en 2023 : Jai Hindley, Jordi Meeus

  - 2 classements annexes :
    -  Classement par points : 2018 et 2019 (Peter Sagan)
- Tour d'Italie
  - 9 participations (2012, 2017, 2018, 2019, 2020, 2021, 2022, 2023, 2024)
  - 11 victoires d'étapes :
    - 1 en 2017 : Lukas Pöstlberger
    - 3 en 2018 : Sam Bennett (3)
    - 3 en 2019 : Pascal Ackermann (2), Cesare Benedetti
    - 1 en 2020 : Peter Sagan
    - 1 en 2021 : Peter Sagan
    - 2 en 2022 : Lennard Kämna, Jai Hindley
    - 2 en 2023 : Nico Denz (2)

  - 1 victoire finale :
    -  2022 (Jai Hindley)

  - 2 classements annexes :
    -  Classement par points : 2019 (Pascal Ackermann), 2021 (Peter Sagan)
- Tour d'Espagne
  - 9 participations (2013, 2017, 2018, 2019, 2020, 2021, 2022, 2023, 2024)
  - 12 victoires d'étapes :
    - 1 en 2013 : Leopold König
    - 1 en 2017 : Rafał Majka
    - 2 en 2019 : Sam Bennett (2)
    - 2 en 2020 : Pascal Ackermann (2)
    - 2 en 2022 : Sam Bennett (2)
    - 1 en 2023 : Lennard Kämna
    - 3 en 2024 : Primož Roglič (3)

  - 1 victoire finale :
    -  2024 (Primož Roglič)

## Principaux coureurs depuis les débuts
Ce tableau présente les résultats obtenus au sein de l'équipe par une sélection de coureurs qui se sont distingués soit par le rôle de leader ou de capitaine de route qui leur a été attribué pendant tout ou partie de leur passage dans l'équipe, leur longévité au sein de celle-ci, soit en remportant une course majeure pour l'équipe, soit encore par leur place dans l'histoire du cyclisme en général. La majorité des coureurs cités se distinguent par plusieurs de ces caractéristiques.
| Nom                   | Naissance | Nationalité      | Arrivé    | Départ    | Résultats |
| --------------------- | --------- | ---------------- | --------- | --------- | --- |
| Leopold König         | 1987      | Tchéquie         | 2011 2017 | 2014 2019 | 1 étape du Tour d'Espagne (2013) |
| Davide Formolo        | 1992      | Italie           | 2018      | 2019      | 1 étape du Tour de Catalogne (2019) 2e de Liège-Bastogne-Liège (2019) |
| Gregor Mülhberger     | 1994      | Autriche         | 2016      | 2020      | 1 étape du Renewi Tour (2018) |
| Rafal Majka           | 1989      | Pologne          | 2017      | 2020      | 1 étape du Tour d'Espagne (2017) 1 étape du Tour de Californie (2017) 2e du Tour de Pologne (2017) 3e de Tirreno-Adriatico (2020) |
| Jay McCarthy          | 1992      | Australie        | 2017      | 2020      | Cadel Evans Great Ocean Road Race (2018) 1 étape du Tour du Pays basque (2018) 3e du Tour Down Under (2017) |
| Maciej Bodnar         | 1985      | Pologne          | 2017      | 2020      | 1 étape du Tour de France (2017) |
| Peter Sagan           | 1990      | Slovaquie        | 2017      | 2021      | Champion du monde (2017) Grand Prix de Quebec (2017) Gent-Wevelgem (2018) Paris-Roubaix (2018) Classement par points du Tour de France (2018 et 2019) Classement par points du Tour d'Italie (2021) 5 étapes du Tour de France (2017, 3x 2018, 2019) 4 étapes du Tour de Suisse (2x 2017, 2018, 2019) 2 étapes de Tirreno-Adriatico (2017) 2 étapes du Benelux Tour (2017) 2 étapes du Tour de Californie (2017, 2019) 2 étapes du Tour Down Under (2018, 2019) 2 étapes du Tour d'Italie (2020, 2021) 1 étape du Tour de Pologne (2017) 1 étape du Tour de Catalogne (2021) 1 étape du Tour de Romandie (2021) 2e du GP de Québec (2019) 2e de Milan-San Remo (2017) 2e du Circuit Het Nieuwsblad (2017) 3e de Gand-Wevelgem (2017) |
| Pascal Ackermann      | 1994      | Allemagne        | 2017      | 2021      | Prudential RideLondon (2018) Eschborn-Francfort (2019) Classement par points du Tour d'Italie (2019) 4 étapes du Tour de Pologne (2x 2018, 2x 2019) 3 étapes du Tour du Guangxi (2018, 2x 2019) 2 étapes du Tour d'Italie (2019) 2 étapes de Tirreno-Adriatico (2020) 2 étapes du Tour d'Espagne (2020) 1 étape du Tour de Romandie (2018) 1 étape du Critérium du Dauphiné (2018) 1 étape du Tour des Émirats arabes unis (2020) 2e de la Classic Bruges-La Panne (2018) 3e de la Classic Bruges-La Panne (2021) |
| Lukas Pöstlberger     | 1992      | Autriche         | 2016      | 2022      | 1 étape du Tour d'Italie (2017) 1 étape du Critérium du Dauphiné (2021) |
| Felix Großschartner   | 1993      | Autriche         | 2018      | 2022      | Tour de Turquie (2019) 1 étape du Tour de Turquie (2019) 2e du Tour du Guangxi (2018) |
| Sam Bennett           | 1990      | Irlande          | 2014 2022 | 2019 2023 | Eschborn-Francfort (2022) 9 étapes du Tour de Turquie (4x 2017, 3x 2018, 2x 2019) 4 étapes du Tour d'Espagne (2x 2019, 2x 2022) 3 étapes du Tour d'Italie (2018) 3 étapes de Paris-Nice (2017, 2x 2019) 3 étapes du Benelux Tour (2019) 1 étape du Tour des Émirats arabes unis (2019) 1 étape du Critérium du Dauphiné (2019) 3e de l'Eschborn-Francfort (2016) |
| Patrick Konrad        | 1991      | Autriche         | 2015      | 2023      | 1 étape du Tour de France (2021) 2e de l'Eschborn-Francfort (2023) 3e du Tour de Suisse (2019) |
| Ide Schelling         | 1998      | Pays-Bas         | 2020      | 2023      | 1 étape du Tour du Pays Basque (2023) |
| Nils Politt           | 1994      | Allemagne        | 2021      | 2023      | 1 étape du Tour de France (2021) |
| Cesare Benedetti      | 1987      | Pologne          | 2010      | 2024      | 1 étape du Tour d'Italie (2019) |
| Emanuel Buchmann      | 1992      | Allemagne        | 2015      | 2024      | 1 étape du Tour du Pays basque (2019) 3e du Tour du Pays basque (2019) 3e du Critérium du Dauphiné (2019) 4e du Tour de France (2019) |
| Maximilian Schachmann | 1994      | Allemagne        | 2019      | 2024      | Paris-Nice (2020, 2021) 3 étapes du Tour du Pays basque (2019) 1 étape du Tour de Catalogne (2019) 1 étape de Paris-Nice (2020) 3e de Liège-Bastogne-Liège (2019) 3e de l'Amstel Gold Race (2021) 3e des Strade Bianche (2020) |
| Lennard Kämna         | 1996      | Allemagne        | 2020      | 2024      | 1 étape du Critérium du Dauphiné (2020) 1 étape du Tour de France (2020) 1 étape du Tour de Catalogne (2021) 1 étape du Tour d'Italie (2022) 1 étape du Tour d'Espagne (2023) |
| Marco Haller          | 1991      | Autriche         | 2022      | 2024      | Cyclassics Hamburg (2022) |
| Sergio Higuita        | 1997      | Colombie         | 2022      | 2024      | Tour de Catalogne (2022) 1 étape du Tour de Romandie (2022) 1 étape du Tour de Pologne (2022) 1 étape du Tour du Pays basque (2023) 2e du Tour de Suisse (2022) |
| Jordi Meeus           | 1998      | Belgique         | 2021      |           | 1 étape du Tour de France (2023) 3e de Gand-Wevelgem (2024) |
| Danny van Poppel      | 1993      | Pays-Bas         | 2022      |           | 2e de la Cyclassics Hamburg (2023) 3e de la Classic Bruges-La Panne (2024) |
| Aleksandr Vlasov      | 1996      | Russie           | 2022      |           | Tour de Romandie (2022) 1 étape du Tour de Romandie (2022) 1 étape du Tour de Suisse (2022) 1 étape de Paris-Nice (2024) 5e du Tour de France (2022) 2e du Tour de Romandie (2024) 3e du Tour du Pays basque (2022) 3e de la Classique de Saint-Sébastien (2023) 3e de Flèche wallonne (2022) |
| Jai Hindley           | 1996      | Australie        | 2022      |           | Tour d'Italie (2022) 1 étape du Tour d'Italie (2022) 1 étape du Tour de France (2023) 3e de Tirreno-Adriatico (2024) |
| Nico Denz             | 1994      | Allemagne        | 2023      |           | 2 étapes du Tour d'Italie (2023) |
| Florian Lipowitz      | 2000      | Allemagne        | 2023      |           | 2e de Paris-Nice (2025) 3e du Tour de Romandie (2024) |
| Sam Welsford          | 1996      | Australie        | 2024      |           | 6 étapes du Tour Down Under (3x 2024, 3x 2025) |
| Daniel Martinez       | 1996      | Colombie         | 2024      |           | 2e du Tour d'Italie (2024) |
| Primož Roglič         | 1989      | Slovénie         | 2024      |           | Tour d'Espagne (2024) Critérium du Dauphiné (2024) Tour de Catalogne (2025) 3 étapes du Tour d'Espagne (2024) 2 étapes du Critérium du Dauphiné (2024) 2 étapes du Tour de Catalogne (2025) 1 étape du Tour du Pays basque (2024) |
| Finn Fisher-Black     | 2001      | Nouvelle-Zélande | 2025      |           | 3° du Tour Down Under (2025) |
| Laurence Pithie       | 2002      | Nouvelle-Zélande | 2025      |           | 3e de la Cadel Evans Great Ocean Road Race (2025) |

## Red Bull-Bora-Hansgrohe en 2025
| Effectif 2025            | Effectif 2025     | Effectif 2025    | Effectif 2025                             |
| Cycliste                 | Date de naissance | Pays             | Équipe précédente                         |
| ------------------------ | ----------------- | ---------------- | ----------------------------------------- |
| Roger Adrià              | 18 avril 1998     | Espagne          | Equipo Kern Pharma (2023)                 |
| Giovanni Aleotti         | 25 mai 1999       | Italie           | Cycling Team Friuli ASD (2020)            |
| Nico Denz                | 15 février 1994   | Allemagne        | Team DSM (2022)                           |
| Finn Fisher-Black        | 21 décembre 2001  | Nouvelle-Zélande | UAE Team Emirates (2024)                  |
| Alexander Hajek          | 19 juillet 2003   | Autriche         | Tirol KTM Cycling Team (2023)             |
| Emil Herzog              | 6 octobre 2004    | Allemagne        | Hagens Berman Axeon (2023)                |
| Jai Hindley              | 5 mai 1996        | Australie        | Team DSM (2021)                           |
| Oier Lazkano             | 7 novembre 1999   | Espagne          | Movistar Team (2024)                      |
| Florian Lipowitz         | 21 septembre 2000 | Allemagne        | Tirol KTM Cycling Team (2022)             |
| Filip Maciejuk           | 3 septembre 1999  | Pologne          | Bahrain Victorious (2023)                 |
| Daniel Martínez          | 25 avril 1996     | Colombie         | Ineos Grenadiers (2023)                   |
| Jordi Meeus              | 1 juillet 1998    | Belgique         | SEG Racing Academy (2020)                 |
| Gianni Moscon            | 20 avril 1994     | Italie           | Soudal Quick-Step (2024)                  |
| Ryan Mullen              | 7 août 1994       | Irlande          | Trek-Segafredo (2021)                     |
| Giulio Pellizzari        | 21 novembre 2003  | Italie           | VF Group-Bardiani CSF-Faizanè (2024)      |
| Laurence Pithie          | 17 juillet 2002   | Nouvelle-Zélande | Groupama-FDJ (2024)                       |
| Primož Roglič            | 29 octobre 1989   | Slovénie         | Jumbo-Visma (2023)                        |
| Jan Tratnik              | 23 février 1990   | Slovénie         | Team Visma \| Lease a Bike (2024)         |
| Mick van Dijke           | 15 mars 2000      | Pays-Bas         | Team Visma \| Lease a Bike (2024)         |
| Tim van Dijke            | 15 mars 2000      | Pays-Bas         | Team Visma \| Lease a Bike (2024)         |
| Danny van Poppel         | 26 juillet 1993   | Pays-Bas         | Intermarché-Wanty-Gobert Matériaux (2021) |
| Aleksandr Vlasov         | 23 avril 1996     | Russie           | Astana-Premier Tech (2021)                |
| Frederik Wandahl         | 9 mai 2001        | Danemark         | ColoQuick (2020)                          |
| Sam Welsford             | 19 janvier 1996   | Australie        | Team DSM-Firmenich (2023)                 |
| Ben Zwiehoff             | 22 février 1994   | Allemagne        |                                           |
| Jonas Koch               | 25 juin 1993      | Allemagne        | Intermarché-Wanty-Gobert Matériaux (2021) |
| Anton Palzer             | 11 mars 1993      | Allemagne        |                                           |
| Matteo Sobrero           | 14 mai 1997       | Italie           | Team Jayco AlUla (2023)                   |
| Maxim Van Gils           | 25 novembre 1999  | Belgique         | Lotto Dstny (2024)                        |
|                          |                   |                  |                                           |
| Source : ProCyclingStats |                   |                  |                                           |

### Victoires
| Victoires | Victoires                                                                   | Victoires        | Victoires | Victoires         | Victoires |
| Date      | Course                                                                      | Pays             | Classe    | Vainqueur         |           |
| --------- | --------------------------------------------------------------------------- | ---------------- | --------- | ----------------- | --------- |
| 21 janv.  | 1re étape du Tour Down Under                                                | Australie        | 2.UWT     | Sam Welsford      |           |
| 22 janv.  | 2e étape du Tour Down Under                                                 | Australie        | 2.UWT     | Sam Welsford      |           |
| 26 janv.  | 6e étape du Tour Down Under                                                 | Australie        | 2.UWT     | Sam Welsford      |           |
| 6 fév.    | Championnat de Nouvelle-Zélande du contre-la-montre                         | Nouvelle-Zélande | CN        | Finn Fisher-Black |           |
| 19 fév.   | 1re étape du Tour d'Andalousie                                              | Espagne          | 2.Pro     | Maxim Van Gils    |           |
| 21 fév.   | 3e étape du Tour de l'Algarve                                               | Portugal         | 2.Pro     | Jordi Meeus       |           |
| 27 mars   | 4e étape du Tour de Catalogne                                               | Espagne          | 2.UWT     | Primož Roglič     |           |
| 30 mars   | 7e étape du Tour de Catalogne                                               | Espagne          | 2.UWT     | Primož Roglič     |           |
| 30 mars   | Classement général, Tour de Catalogne                                       | Espagne          | 2.UWT     | Primož Roglič     |           |
| 14 mai    | 1re étape du Tour de Hongrie                                                | Hongrie          | 2.Pro     | Danny van Poppel  |           |
| 15 mai    | 2e étape du Tour de Hongrie                                                 | Hongrie          | 2.Pro     | Danny van Poppel  |           |
| 29 mai    | 18e étape du Tour d'Italie                                                  | Italie           | 2.UWT     | Nico Denz         |           |
| 31 mai    | 3e étape du Tour de Norvège                                                 | Norvège          | 2.Pro     | Maxim Van Gils    |           |
| 20 juin   | 6e étape du Tour de Suisse                                                  | Suisse           | 2.UWT     | Jordi Meeus       |           |
| 22 juin   | Copenhagen Sprint                                                           | Danemark         | 1.UWT     | Jordi Meeus       |           |
| 26 juin   | Contre-la-montre masculin aux championnats de Pologne de cyclisme sur route | Pologne          | CN        | Filip Maciejuk    |           |
| 26 juin   | Contre-la-montre masculin aux championnats d'Irlande de cyclisme sur route  | Irlande          | CN        | Ryan Mullen       |           |
| 29 juin   | Course en ligne aux championnats des Pays-Bas de cyclisme sur route         | Pays-Bas         | CN        | Danny van Poppel  |           |
| 28 juill. | 3e étape du Tour de Wallonie                                                | Belgique         | 2.Pro     | Davide Donati     |           |
| 5 août    | 1re étape du Tour de Burgos                                                 | Espagne          | 2.Pro     | Roger Adrià       |           |

## Saisons précédentes
- NetApp-Endura en 2014
- Bora-Argon 18 en 2015
- Bora-Argon 18 en 2016
- Bora-Hansgrohe en 2017
- Bora-Hansgrohe en 2018
- Bora-Hansgrohe en 2019
- Bora-Hansgrohe en 2020
- Bora-Hansgrohe en 2021
- Bora-Hansgrohe en 2022
- Bora-Hansgrohe en 2023
- Red Bull-Bora-Hansgrohe en 2024